# سكوت بامفورث
سكوت بامفورث (بالإنجليزية: Scott Bamforth)‏ مواليد 12 أغسطس 1989 في ألباكركي، هو لاعب كرة سلة أمريكي. بدأ مسيرته الاحترافية في سنة 2013. يلعب مع بلباو باسكت في الدوري الإسباني لكرة السلة. يحمل الرقم 22. يبلغ طوله 6 قدم 2 بوصة (1.9 م).

## المسيرة الاحترافية
لعب مع نادي إشبيلية لكرة السلة في الدوري الإسباني في موسم 2013–2014، ثم لعب مع سي بي مورسيا في موسم 2014–2015، ثم لعب مع نادي إشبيلية لكرة السلة في الدوري الإسباني في موسم 2015–2016، ثم لعب مع بلباو باسكت في سنة 2016.

## روابط خارجية
- سكوت بامفورث على موقع الدوري الإسباني لكرة السلة (الإسبانية)
- سكوت بامفورث على موقع كرة السلة الأوروبية.كوم (الإنجليزية)
- سكوت بامفورث على موقع كلية كرة السلة في سبورتس رفرنس.كوم (الإنجليزية)
- سكوت بامفورث على موقع ريلجم (الإنجليزية)
- سكوت بامفورث على موقع بروبوليرز (الإنجليزية)
- سكوت بامفورث على موقع سبورتس رفرنس (الإنجليزية)